# 유도계수

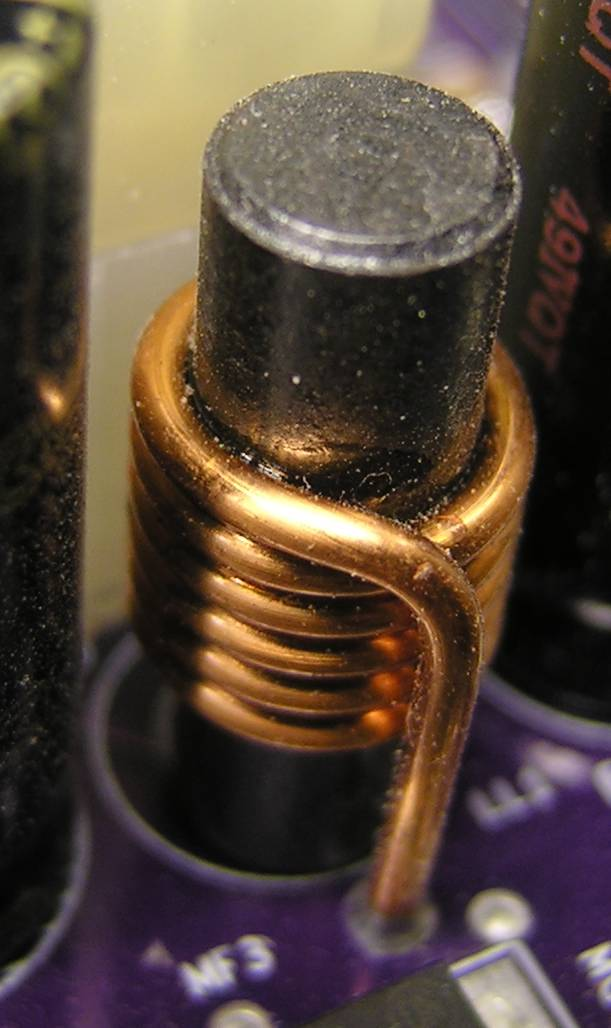

인덕턴스(inductance)는 코일 등에서 전류의 변화가 유도 기전력이 되어 나타나는 성질로, 유도계수, 유도자라고도 하며, 폐회로가 갖는 특성이다. 폐회로를 통과하는 전류가 변할 때 전류의 변화에 저항하는 기전력이 발생하는데, 이 현상이 자체 폐회로에서 발생하는 경우, 이 인덕턴스를 자기 인덕턴스(self-inductance)라고 하며, 이는 폐회로 자체의 속성이다. 하나의 폐회로에서 전류가 변한다고 가정하면, 다른 폐회로에도 유도 기전력이 발생하는데, 이 인덕턴스를 상호 인덕턴스(mutual inductance)라고 한다.
인덕턴스는 방정식으로 다음과 같이 표현된다.
{\displaystyle {\mathcal {E}}=-L{\mathrm {d} i \over \mathrm {d} t}}
여기서 {\displaystyle {\mathcal {E}}}은 기전력, {\displaystyle L}은 인덕턴스, {\displaystyle i}는 전류, {\displaystyle t}는 시간이다.
인덕턴스의 국제 단위는 헨리(H)이며, 통상적인 기호는 {\displaystyle L}이다. 자기인덕턴스와 상호인덕턴스는 같은 단위를 가지지만 다른 값을 가진다.
"인덕터"라는 용어는 1886년에 올리버 헤비사이드에 의해 명명되었다. 자기 인덕턴스는 일반적으로 물리학자 하인리히 렌츠를 기리기 위해 문자 "L"로 표시된다. 상호 인덕턴스는 영문명(Mutual Inductance)의 첫 글자인 "M"으로 표시된다. 국제 단위계를 사용하는 인덕턴스 단위는 과학자 요제프 헨리(Joseph Henry)를 기리기 위해 "H"로 표시된 Henry이다.

인덕턴스 단위와 다른 물리량과의 관계:
1헨리는 1웨버를 1암페어 로 나눈 것과 같다(1H= 1Wb/A).

## 자체 유도계수
어떤 회로 원소에 기전력 {\displaystyle V}의 크기에 따라 회로 원소를 지나는 전류 {\displaystyle I(t)}가 다음과 같이 바뀐다고 하자.
{\displaystyle V=L{\dot {I}}}.
여기서 비례 상수 {\displaystyle L}을 유도계수라고 한다.

### 코일의 자체유도계수
{\displaystyle N}번 감은 코일 속을 자기 선속 {\displaystyle \Phi (t)}가 통과한다고 하자. 그렇다면 패러데이 전자기 유도 법칙에 의하여 코일에는 기전력
{\displaystyle V=-N{\dot {\Phi }}}
가 발생한다. 코일에 전류 {\displaystyle I}가 흐르면, 전류에 의하여 코일 속에 자기 선속 {\displaystyle \Phi }가 발생한다. 따라서, 전류의 크기가 바뀌면 전류에 의하여 발생하는 자기 선속도 바뀌고, 이에 따라 전류의 변화율에 비례해 기전력이 발생한다. 즉, 코일은 자체 유도계수를 가진다.

## 상호유도계수
두 개의 회로 원소를 생각하자. 만약 회로 원소 1을 통과하는 전류 {\displaystyle I_{1}(t)}가 시간에 따라 바뀌면 회로 원소 2에 기전력 {\displaystyle V_{2}}가 생기는 경우, 두 회로 원소가 상호유도계수를 가진다고 한다. 즉, 식으로 쓰면 회로 원소 1과 회로 원소 2 사이의 상호유도계수 {\displaystyle M_{12}}은 다음과 같다.
{\displaystyle V_{2}={\dot {I}}_{1}M_{12}}.
두 회로 원소 사이의 상호유도계수 {\displaystyle M_{12}}는 일반적으로 두 회로 원소 각각의 자체유도계수 {\displaystyle L_{1}}, {\displaystyle L_{2}}의 곱의 제곱근에 비례한다. 즉, 식으로 쓰면 다음과 같다.
{\displaystyle M_{12}=k{\sqrt {L_{1}L_{2}}}}.
여기서 {\displaystyle k}는 결합 계수(coupling coefficient)라고 불리는 상수이며, {\displaystyle 0\leq k\leq 1}이다.

## 같이 보기
- 코일
- 임피던스
- 어드미턴스
- 리액턴스
- M결합